# Niels Hintermann
Pour les articles homonymes, voir Hintermann.
Niels Hintermann, né le 5 mai 1995 à Bülach, est un skieur alpin suisse.

## Biographie
Chez les juniors, il obtenu une médaille de bronze en descente aux Mondiaux 2015 de la catégorie. Il est champion de Suisse de descente et de super G en 2016.
En janvier 2017, il est vainqueur surprise du combiné de Coupe du monde à Wengen. En décembre 2021, il prend la 3e place en descente sur deux autres pistes prestigieuses : la Saslong de Val Gardena et la Stelvio de Bormio.
Il manque la totalité de la saison 2017-2018 à cause d'une blessure à l'épaule. Il enregistre plusieurs top vingt en 2018-2019 en descente, l'amenant à être sélectionné pour les Championnats du monde 2019, qu'il termine 21e de la descente et 23e du combiné, puis pour les Championnats du monde 2021 et les Jeux olympiques 2022.
Le 23 mars 2022, il devient champion de Suisse de descente.
Atteint d'un cancer des ganglions, il doit renoncer à la saison 2024-2025.

## Palmarès

### Jeux olympiques
| Édition / Épreuve | Descente |
| ----------------- | -------- |
| JO 2022 Pékin     | 16e      |

### Championnats du monde
| Édition / Épreuve               | Descente | Combiné alpin |
| ------------------------------- | -------- | ------------- |
| Mondiaux 2019 Åre               | 21e      | 23e           |
| Mondiaux 2021 Cortina d'Ampezzo | Abandon  | -             |

### Coupe du monde
- Meilleur classement général : 13e en 2022.
- 7 podiums dont 3 victoires.

| Saison / Classement | Général                                 | Général                                 | Descente                                | Descente                                | Super G                                 | Super G                                 | Combiné                                 | Combiné                                 |
| Saison / Classement | Class.                                  | Points                                  | Class.                                  | Points                                  | Class.                                  | Points                                  | Class.                                  | Points                                  |
| ------------------- | --------------------------------------- | --------------------------------------- | --------------------------------------- | --------------------------------------- | --------------------------------------- | --------------------------------------- | --------------------------------------- | --------------------------------------- |
| 2015-2016           | 122e                                    | 19                                      | 48e                                     | 12                                      | -                                       | -                                       | 42e                                     | 7                                       |
| 2016-2017           | 54e                                     | 136                                     | 37e                                     | 23                                      | 41e                                     | 13                                      | 2e                                      | 100                                     |
| 2017-2018           | aucun résultat en raison d'une blessure | aucun résultat en raison d'une blessure | aucun résultat en raison d'une blessure | aucun résultat en raison d'une blessure | aucun résultat en raison d'une blessure | aucun résultat en raison d'une blessure | aucun résultat en raison d'une blessure | aucun résultat en raison d'une blessure |
| 2018-2019           | 69e                                     | 91                                      | 23e                                     | 71                                      | 55e                                     | 4                                       | 28e                                     | 16                                      |
| 2019-2020           | 33e                                     | 216                                     | 12e                                     | 179                                     | -                                       | -                                       | 19e                                     | 37                                      |
| 2020-2021           | 93e                                     | 47                                      | 28e                                     | 44                                      | 55e                                     | 3                                       | -                                       | -                                       |
| 2021-2022           | 13e                                     | 492                                     | 7e                                      | 432                                     | 27e                                     | 60                                      | -                                       | -                                       |
| 2022-2023           | 24e                                     | 308                                     | 7e                                      | 267                                     | 34e                                     | 41                                      | -                                       | -                                       |
| 2023-2024           | 33e                                     | 260                                     | 6e                                      | 229                                     | 33e                                     | 31                                      | -                                       | -                                       |

| Saison / Épreuve | Descente  | Combiné | Total |
| ---------------- | --------- | ------- | ----- |
| 2016-2017        |           | Wengen  | 1     |
| 2021-2022        | Kvitfjell |         | 1     |
| 2023-2024        | Kvitfjell |         | 1     |
| Total            | 2         | 1       | 3     |

### Championnats du monde junior
| Édition / Épreuve                        | Descente | Super G | Combiné alpin |
| ---------------------------------------- | -------- | ------- | ------------- |
| Mondiaux juniors 2015 Hafjell            | Bronze   | 26e     | 14e           |
| Mondiaux juniors 2016 Sotchi/Rosa Khutor | 20e      | 7e      | Abandon       |

### Championnats de Suisse
- Champion de descente 2016
- Champion du Super G 2016
- Champion de descente 2022
- Vice-champion de descente 2017
- Troisième de la descente 2021